# Hronec
Hronec (deutsch Rhonitz, ungarisch Kisgaram – bis 1888 Rohnic) ist eine Gemeinde in der Mitte der Slowakei, mit 1121 Einwohnern (Stand 31. Dezember 2024) und liegt im Okres Brezno, einem Kreis des Banskobystrický kraj.

## Geographie
Die Gemeinde liegt in der Landschaft Horehronie am Flüsschen Čierny Hron, einem Zufluss des Hron. Südlich des Ortes erhebt sich das Gebirge Veporské vrchy. Das Ortszentrum liegt auf einer Höhe von 492 m n.m. und ist sieben Kilometer von Brezno sowie 37 Kilometer von Banská Bystrica gelegen.

## Geschichte
Hronec entstand im 14. Jahrhundert auf dem Herrschaftsgebiet der Burg Liptsch und wurde zum ersten Mal 1357 schriftlich erwähnt. Im 16. Jahrhundert gab es beim Ort Eisenerz-Bergwerke sowie Hammerwerke der Neusohler Kammer. Die Eisenproduktion kam zum erneuten Aufschwung in der zweiten Hälfte des 18. Jahrhunderts. 1795 wurde der erste Hochofen errichtet, dazu kam noch 1804 ein zweiter. Es entstand der sogenannte Komplex von Hronec, der aus Hochöfen in umliegenden Gemeinden, zahlreiche Hammerwerke sowie später drei Walzwerke bestand. Die erste Gusseisenbrücke wurde im Jahr 1810 gefertigt. 1883 wurde die Hochöfen abgerissen, sodass nur die Gießerei bestand; 1885 kam dazu ein Werk zur Herstellung von emaillierten Geschirr. 1919 wurde die Gießerei vom Staat gekauft und 1922–23 modernisiert.
1953 gliederte sich ein Teil der heutigen Gemeinde Podbrezová aus.
Heute besteht neben der Gießerei auch eine Säge, die Holz aus umliegenden Wäldern verarbeitet.

## Bevölkerung
| Jahr                | 1994 | 2004    | 2014    | 2024    |
| ------------------- | ---- | ------- | ------- | ------- |
| Anzahl der Personen | 1159 | 1162    | 1220    | 1121    |
| Unterschied         |      | +0,25 % | +4,99 % | −8,11 % |

| Jahr                | 2023 | 2024    |
| ------------------- | ---- | ------- |
| Anzahl der Personen | 1137 | 1121    |
| Unterschied         |      | −1,40 % |

Ergebnisse nach der Volkszählung 2001 (1157 Einwohner):
| Nach Ethnie: - 97,49 % Slowaken - 1,56 % Roma - 0,78 % Tschechen | Nach Religion: - 77,46 % römisch-katholisch - 15,73 % konfessionslos - 2,68 % evangelisch |

## Sehenswürdigkeiten
- römisch-katholische Kirche St. Kliment im klassizistischen Stil, 1821–26 erbaut
- Glockenturm am Platz von 1835 mit vier Glocken
- barockes Landschloss aus dem 18. Jahrhundert
- Gusseisenbrücke von 1810 vor der örtlichen Gießerei
- Schwarzgranbahn

## Söhne und Töchter der Gemeinde
- Alajos Szokolyi (slowakisch Alojz Sokol, 1871–1932), ungarischer Leichtathlet
- Ladislav Chudík (1924–2015), slowakischer Schauspieler